# Pałac Bana

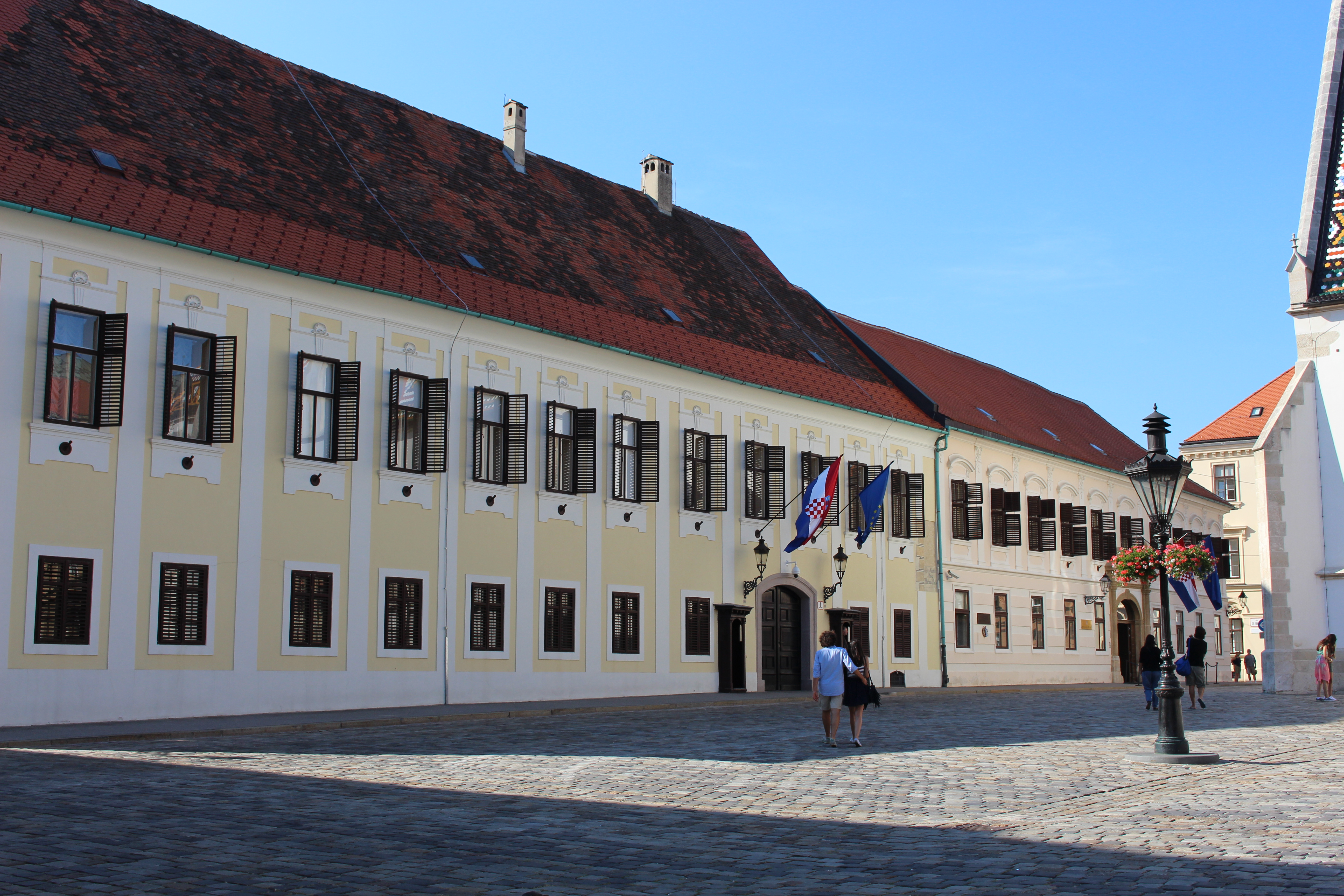
Pałac Bana – siedziba rządu Republiki Chorwacji

Pałac Bana (chorw. Banski dvori) to nazwa określająca budynek historyczny w zachodniej części Placu Świętego Marka w Zagrzebiu (Plac św. Marka 1), który był rezydencją banów Chorwacji od roku 1809 do 1918. Pałac Bana jest długim, jednopiętrowym budynkiem barokowym, a wraz z połączonym z nim obiektem (Plac św. Marka 2) jest obecnie siedzibą rządu Chorwacji. Współcześnie Pałac Bana jest kompleksem dwóch czteroskrzydłowych pałaców zbudowanych w drugiej połowie XVIII i na początku XIX wieku, powstałym w wyniku przebudowy starszych, średniowiecznych budowli. Ograniczony jest Placem św. Marka oraz ulicami: Freudenreicha, Matoša i Brezovačkiego. Obiekt jest znaczącym, chorwackim przykładem barokowego klasycyzmu.
Pojęcie Banski dvori w języku chorwackim może metaforycznie oznaczać rząd Republiki Chorwacji, a konkretnie prowadzoną przez niego politykę.

## Historia

### 1807–1918

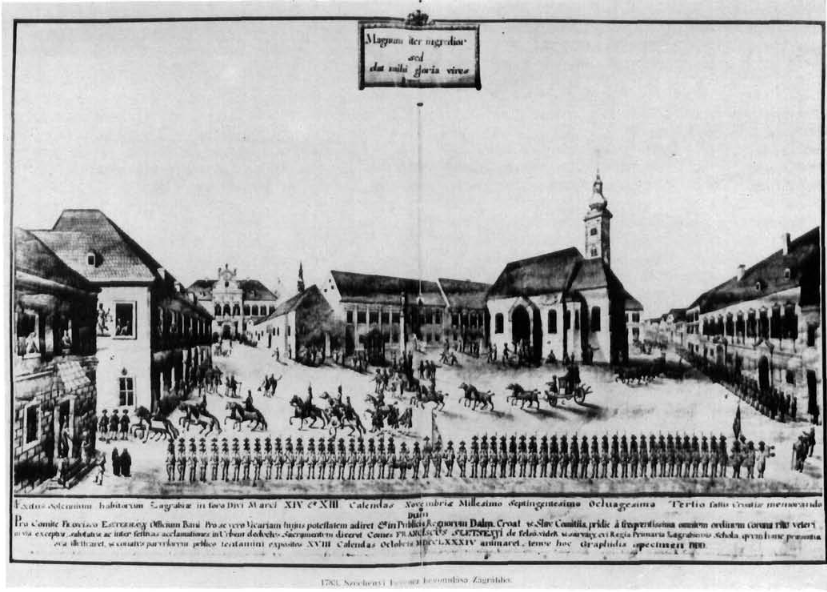
Inauguracja bana Esterhazy’ego na Placu św. Marka 20 października 1783. Pałac Kulmer, późniejszy Pałac Bana, na lewo od kościoła.

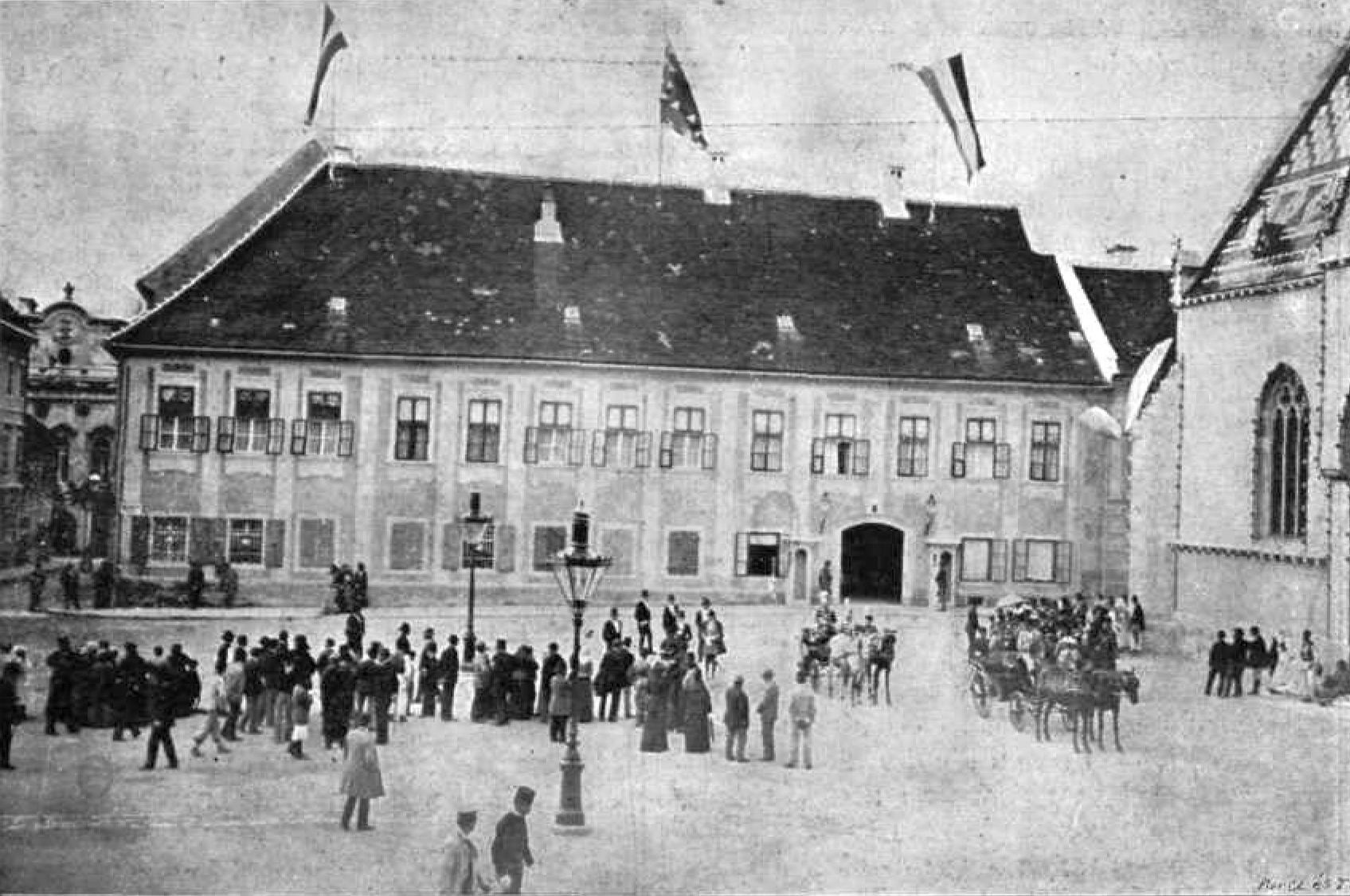
Pałac Bana podczas wizyty króla Franciszka Józefa I, 1895.

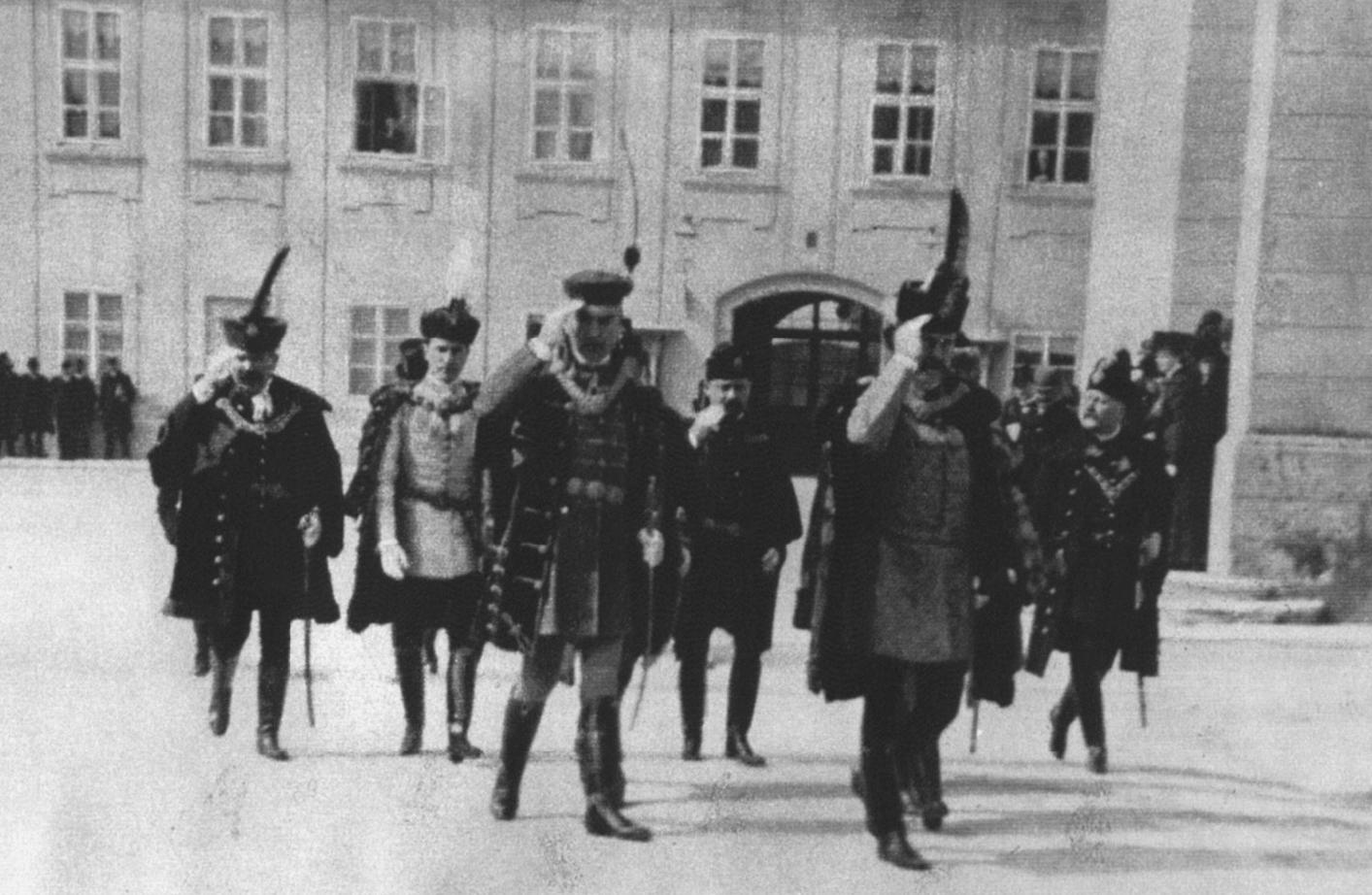
Ban Pavao Rauch i członkowie rządu oraz żupani na Placu św. Marka w Zagrzebiu, 1907. W tle widoczny Pałac Bana.

Pałac Bana zbudowany został w stylu barokowego klasycyzmu pod koniec XVIII wieku w miejscu, w którym stał dom bana Petra Zrinskiego. Po zajęciu majątku Zrinskich, w wyniku upadku spisku przeciwko Habsburgom w 1671 roku, budynek na Placu św. Marka został sprzedany rodzinie Čikulini. Następnie, przeszedł w posiadanie hrabiego Petra Troila Sermage’a, a ostatecznie stał się własnością rodziny Kulmer. Gdy stary dom Zrinskich (wtedy znany już jako Pałac Sermage-Kulmer) silnie ucierpiał w wyniku pożaru, Ivan Kulmer odbudował go oraz poszerzył, a w 1801 roku rozpoczął budowę pałacu reprezentacyjnego. Niedokończoną budowlę sprzedał w roku 1808 władzy ziemskiej za 75 tysięcy forintów. Zgromadzenie Chorwackie, które do 1807 rządziło wspólnie z żupanią zagrzebską, podjęło jednak decyzję o wykupieniu królewskiego domu, w którym wraz ze Zgromadzeniem mogły zostać ulokowane sądy najwyższe oraz mógł urzędować ban Chorwacji. W konsekwencji rok później ban Ignjat Gyulay sprzedał żupanii zagrzebskiej stary pałac Zgromadzenia i kupił dom barona Ferdinanda Kulmera w zachodniej części Placu św. Marka, aby uzyskać nowy pałac służący jako mieszkanie banów, siedziba sądów, archiwa dokumentów publicznych i ksiąg królewskich (rejestrów Zgromadzenia). Umowa kupna pałacu spisana została 1 sierpnia 1808 roku. W budynku nie było jednak wystarczająco miejsca na posiedzenia Zgromadzenia, więc zdecydowano, że w pierwszej kolejności będzie to siedziba bana, przez co budynek został nazwany Banska palača, a później Banski dvori. Do początku 1809 roku pałac został odnowiony i rozbudowany oraz zostało w nim ulokowane królewskie archiwum państwowe, sąd bański i krajowy, a także sala obrad Zgromadzenia. W roku 1837 od rodziny Rauch został odkupiony również północny kompleks, północne skrzydło obecnego Pałacu Bana, a po dobudowie zachodniego i rozbudowie północnego skrzydła budynku do tej części przeniosły się sądy. W trakcie swojego urzędowania (1848–1859) w Pałacu Bana mieszkał ban Josip Jelačić, który zmarł tamże. W trakcie trwania jego mandatu, 10 września 1850 do budynku doprowadzony został przewód telegraficzny i tym samym Zagrzeb został połączony siecią telegraficzną z Wiedniem. Z tego budynku namiestnik bana Mirko Lentulaj 28 września 1850 roku wysłał pierwszy chorwacki telegram („telegraf jest w porządku”) do Jelačicia, który przebywał w Wiedniu w podróży służbowej.
Ostatnia wielka rozbudowa i poszerzenie północno-zachodniej części kompleksu odbyły się w roku 1882 pod koniec urzędowania Ivana Mažuranicia – pierwszego bana nieszlacheckiego pochodzenia. Po tym nie odbyły się już żadne większe przedsięwzięcia, w wyniku których zmieniłyby się relacje przestrzenne kompleksu budynków. Na początku sprawowania urzędu bana przez Nikolę Tomašicia (1910–1912) kompleks został uporządkowany i odnowiony. Przebudowana i od nowa zorganizowana została sala audiencyjna. Został wtedy wykonany również drewniany sufit panelowy oraz zamocowane zostały stare, cenne żyrandole. Stary, żelazny piec został zamieniony nowym, ceramicznym, a w salach zawisły portrety banów Chorwacji.

### 1918–1990
Po rozpadzie Austro-Węgier w budynku zasiadała władza wykonawcza Państwa Słoweńców, Chorwatów i Serbów, a następnie również pozostałe instytucje Królestwa Chorwacji i Slawonii podczas okresu przejściowego powstawania Królestwa Jugosławii. Od 1929 roku w Pałacu Bana rezydował ban i urzędnicy Banowiny sawskiej, a od 1939 również rząd Banowiny Chorwacji i ban Šubašić. W czasach NDH (1941–1945) Pałac Bana był biurem Ante Pavelicia oraz siedzibą władzy ustaszowskiej, podczas gdy od roku 1945 został siedzibą władzy wykonawczej i przewodnictwa Socjalistycznej Republiki Chorwacji.

### Po 1990

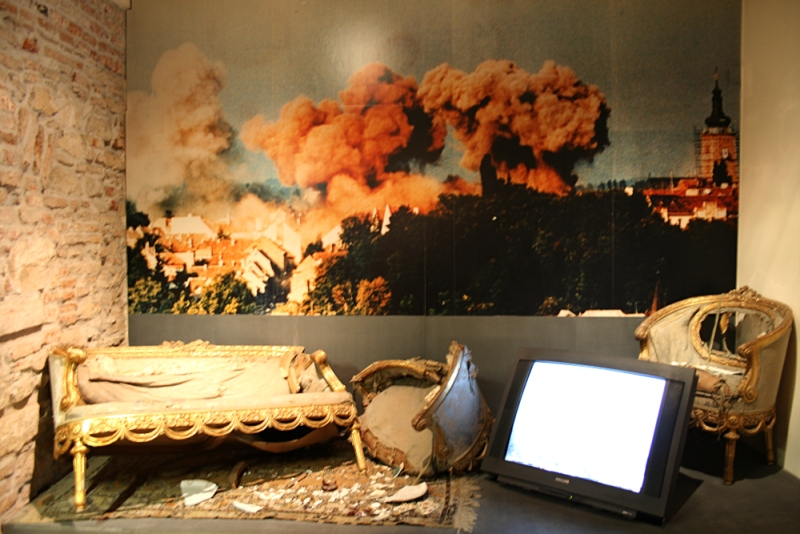
Meble i wyposażenie Pałacu Bana zniszczone w nalocie 7 października 1991 roku. W tle znajduje się fotografia Hrvoja Kneza. (Muzeum Zagrzebia)

W 1990 roku Pałac Bana stał się siedzibą prezydenta Republiki Chorwacji oraz chorwackiego rządu. 7 października 1991 roku został ostrzelany rakietami przez samolot Jugosłowiańskiej Armii Ludowej w celu przeprowadzenia zamachu na ówczesnego prezydenta Republiki Franjo Tuđmana, przewodniczącego kierownictwa SFRJ Stjepana Mesicia i premiera Jugosławii Ante Markovicia. Wszyscy przeżyli dzięki zbiegowi okoliczności, lecz budynek doznał poważnych uszkodzeń. Nalot na Pałac Bana był przyczyną podjęcia następnego dnia – 8 października 1991 roku – przez Zgromadzenie Chorwackie decyzji o zerwaniu relacji dyplomatycznych z pozostałymi republikami i regionami SFRJ, dzięki której Republika Chorwacka stała się niepodległym państwem. Z powodów bezpieczeństwa, w 1992 roku prezydent Chorwacji przeprowadził się do nowej rezydencji – Pałacu Prezydenckiego w dzielnicy Pantovčak, a od tego momentu Pałac Bana został stałą siedzibą rządu Republiki Chorwacji.
Pałac Bana znajduje się na liście chronionych dóbr kulturowych Republiki Chorwacji. Został wyremontowany w 2008 roku (odnowiono fasadę).

## Galeria

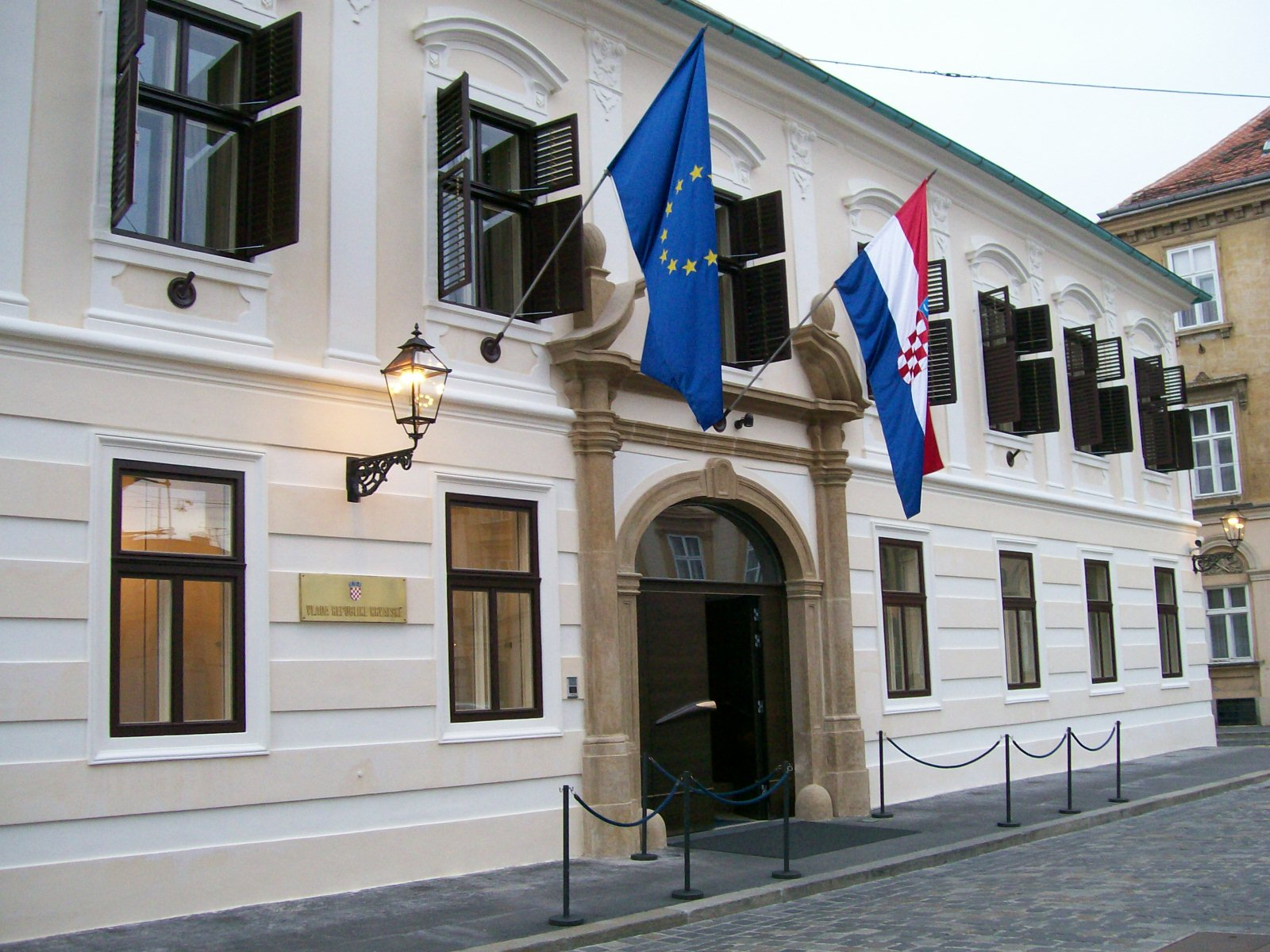
Północne skrzydło współczesnego Pałacu Bana
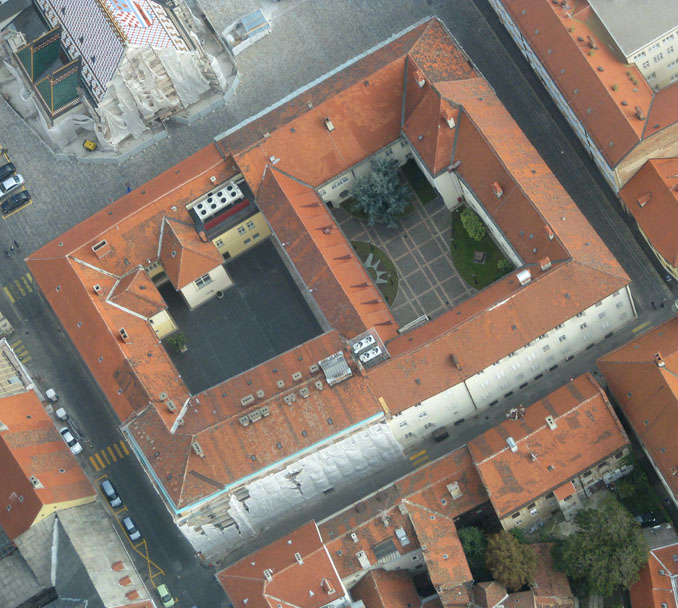
Pałac Bana z lotu ptaka
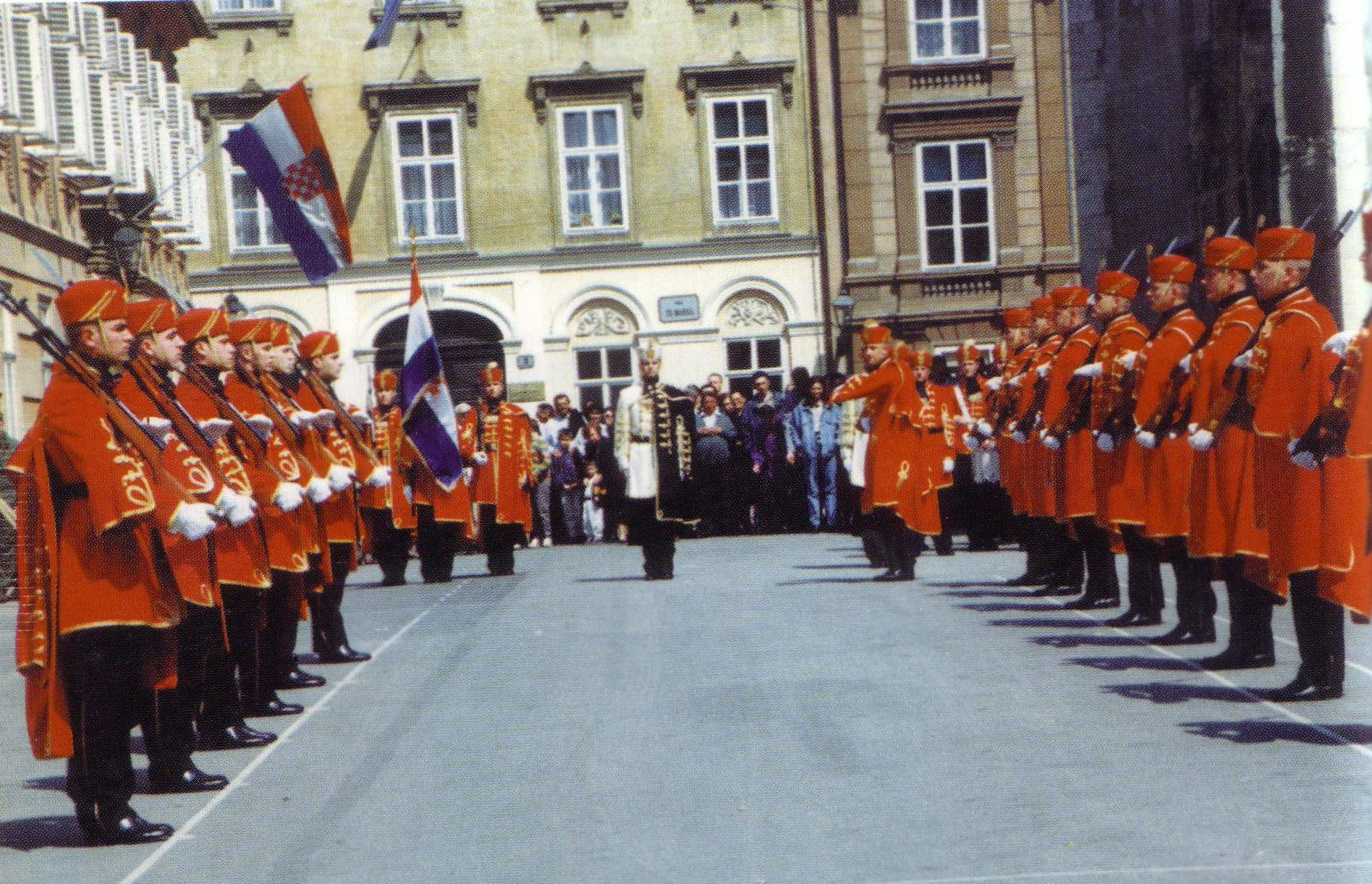
Wielka zmiana warty przed Pałacem Bana w latach '90